# Ай, Фатма
Фатма Ай Бабур (тур. Fatma Ay Babur; род. 1 мая 1992, Афьонкарахисар) — турецкая гандболистка, играющая на позиции вратаря. Выступает за клуб «Енимахалле» Турецкой женской гандбольной суперлиги и сборную Турции.

## Биография
Фатма Ай Бабур родилась 1 мая 1992 года.

## Игровая карьера

### Клубная
Фатма Ай стала выступать за клуб «Муратпаша» из Антальи с 2010 года.
Она принимала участие в матчах Кубка Вызова ЕГФ в сезонах 2010/2011 и 2011/2012. Два года подряд её команда занимала второе место. Ай играла в матчах Кубка обладателей кубков ЕГФ среди женщин в сезонах 2012/2013 и 2013/2014 в женской Лиги чемпионов сезонов 2012/2013 и 2013/2014, а также в играх Кубка ЕГФ среди женщин сезонов 2014/2015 и 2015/2016.
По состоянию на 2020 год, она выступает за клуб «Енимахалле» из Анкары. За эту команду она выступала на международном Кубке Вызова в сезонах 2018/2019 и 2019/2020.

### Международная
С 2009 года Фатма Ай играет в составе женской сборной Турции по пляжному гандболу.
Она является членом женской сборной Турции по обычному гандболу. Принимала участие в отборочных матчах чемпионата Европы среди женщин 2014 года. Также она приняла участие в отборочном турнире к чемпионату мира 2021 года, но сборная Турции уступила в стыковых матчах сборной России.